# Великий самоед
«Вели́кий самое́д» — советский художественный фильм, поставленный режиссёром Аркадием Кордоном на киностудии «Мосфильм» в 1981 году. Премьера фильма состоялась 22 февраля 1982 года.
В основу фильма положена биография ненецкого художника, сказителя и общественного деятеля Тыко Вылки (1886—1960).

## Сюжет
Ненецкий юноша Тыко Вылка талантлив от природы, умеет хорошо рисовать. Но в будущем его ждёт не только карьера художника. Он и проводник в экспедиции Русанова, и картограф своего родного края — архипелага Новая Земля, и многолетний председатель островного Совета.

## В ролях
| Актёр              | Роль                    |
| ------------------ | ----------------------- |
| Нуржуман Ихтымбаев | Тыко Вылка              |
| Расул Укачин       | юный Вылка              |
| Буда Вампилов      | Ханец Вылка , отец Тыко |
| Анатолий Азо       | Владимир Русанов        |
| Татьяна Ташкова    | Даша                    |
| Николай Рачинский  | Борисов                 |
| Светлана Тормахова | Устинья                 |
| Юрий Чернов        | Ремизов                 |
| Юрий Волков        | Гусев                   |
| Эрнст Романов      | Михаил Калинин          |

## Съёмочная группа
- Аркадий Кордон — режиссёр
- Аркадий Филатов, Юрий Казаков, Аркадий Кордон — сценаристы
- Лазарь Милькис, Виктор Мосенков — директора фильма
- Анатолий Иванов — оператор
- Софья Губайдулина — композитор
- Дмитрий Богородский — художник

## Производство
Съёмки фильма проходили на родине Тыко Вылки — на Новой Земле.
В советское время Новая Земля была закрытой зоной. Но Аркадию Кордону удалось заручиться поддержкой начальника Главного штаба ВМФ СССР адмирала флота Н. Д. Сергеева и получить разрешение снимать на Новой Земле. Сам адмирал Сергеев, много лет прослуживший на этих островах и прекрасно знавший Тыко Вылку, стал главным консультантом фильма.
По словам актёра Расула Укачина, на роль Русанова пробовался Александр Лазарев.